# Anton Zwerina
Anton Zwerina (né le 7 juin 1900 et mort le 19 mai 1973) est un haltérophile autrichien.

## Palmarès

### Jeux olympiques
- Paris 1924
  -  Médaille d'argent en moins de 67,5 kg[1].